# Putney Bridge
Putney Bridge je silniční obloukový most na řece Temži spojující londýnské městské části Hammersmith and Fulham a Wandsworth.
První most, který stál na místě dnešního, byl postaven na podnět prvního předsedy vlády Spojeného království Roberta Walpola jako náhrada zdejší přívozy. Jeho výstavba probíhala v letech 1726 – 1729, architektem mostu byl Sir Jacob Ackworth a stavitelem Thomas Phillips. Pro dopravu byl zprovozněn dne 29. listopadu 1729 a do dokončení mostu Westminster Bridge byl jediným mostem na Temži mezi mosty London Bridge a Kingston Bridge. 234 m  dlouhý most byl dřevěný, měl 26 rozpětí s různými délkami mezi 4 m a 10 m. V letech 1870 – 1872 byl počet rozpětí snížen na 23. Do roku 1880 bylo na mostě vybírano mýtné.
Po odkoupení mostu správní institucí Metropolitan Board of Works v roce 1879 bylo rozhodnuto o zbudování nového mostu. Výstavba byla započata 15. dubna 1882 a hlavním inženýrem mostu se stal Sir Joseph Bazalgette, známý zejména jako hlavní inženýr londýnského kanalizačního systému. Most byl postaven z cornwallská žuly a otevřený 29. května 1886 Eduardem, Princem z Walesu a jeho manželkou Alexandrou Dánskou. Celková délka mostu je 213 m a nejdéle z pěti rozpětí má délku 42,7 m. Původní šířka mostu byla 13,4 m, od rozšiřování mostu v letech 1909 a 1933 je jeho šířka 22,6 m.
Most je známý zejména díky tomu, že se nachází u místa, které označuje začátek veslařských závodů The Boat Race.